# Liste der Bischöfe von Bisignano
Die folgenden Personen waren Bischöfe von Bisignano (Italien):
- Androneus (743)
- Ululfus (Uluttus) (um 970)
- Rainaldus (erwähnt 1182)
- Rubertus (erwähnt 1192)
- N.N. (um 1200)
- N.N. (um 1203)
- P(randus) (um 1207–1208)
- N.N. (1215–1216)
- Guillelmus (1220–1224)
- Petrus (1235–1238)
- Raynutius OMin (1254–?)
- N.N. (1256–1258)
- N.N. (1262–1264)
- Ruffinus (vor 1269)
- N.N. (1272)
- Goffredus (1274–1293)
- Guillelmus II. (1295–1315)
- Goffredus II. (1316–1319)
- Nicolaus (1319–1331), dann Bischof von Nola
- Federico (Fridericus) (1331–1339)
- Christophorus (1346–1354), dann Bischof von Umbriaticum
- Joannes Marignola (1354)
- Joannes de Bisignano (1359)
- Joannes Savelli (um 1378)
- Martinus (1382–?)
- Landulphus (?–1389)
- Jacobus (1389–?)
- Antonius de Caroleis (1429–1445/1448)
- Nicola Piscicelli (1445–1449), dann Erzbischof von Salerno
- Giovanni Frangipane (1449–1486)
- Bernardino Ferrari de Achrio (1486–1498)
- Francesco Piccolomini (1498–1530)
- Fabio Arcella (1530–1537), dann Bischof von Policastro
- Niccolò Caetani di Sermoneta (1537–1549)
- Domenico Somma (1549–1558)
- Sante Sacco (1560–1563)
- Luigi Cavalcanti (1563–1564)
- Martino Terracina (1564–1566)
- Filippo Spinola (1566–1569), dann Bischof von Nola
- Prospero Vitelliano (1569–1575)
- Giovanni Andrea Signati (1575–1575)
- Pompeo Belli (1575–1584)
- Domenico Petrucci (1584–1598)
- Bernardo del Nero OP (1598–1607)
- Gian Giacomo Amati (1607–1611)
- Mario Orsini (1611–1624), dann Bischof von Tivoli
- Alderano Bellati (Bellatto) (1624–1626)
- Giovanni Battista de Paola (1626–1657)
- Carlo Filippo Mei B (1658–1664)
- Paolo Piromalli OP (1664–1667)
- Giuseppe Maria Sebastiani OCD (1667–1672), dann Bischof von Città di Castello
- Onofrio Manesi (1672–1679)
- Giuseppe Consoli (1680–1706)
- Pompilio Berlingieri (1706–1721)
- Orazio Capalbi (1713–1721)
- Felix Solazzo Castriotta (1721–1745)
- Bonaventura Sculco (1745–1781)
- Lorenzo Maria (Pietro Felice) Varano OP (1792–1803)